# Dark Souls
Dark Souls — серия компьютерных игр в жанре Action/RPG, разработанных японской компанией FromSoftware. Действие игр серии разворачивается в мрачном и зловещем мире, выполненном в стилистике тёмного фэнтези. Геймплей игр серии основан на исследовании мира, состоящего из ряда взаимосвязанных уровней, и сражениях с различными чудовищами с использованием холодного оружия; игрок управляет персонажем с видом от третьего лица. Серия известна своей высокой сложностью — от игрока ожидается, что он часто будет проигрывать битвы и учиться на своих ошибках.
Серия Dark Souls заимствует многие игровые механики и образы из предыдущих игр FromSoftware — Demon's Souls и серии King's Field. В свою очередь, другие игры, выпущенные FromSoftware позже и без прямой связи с серией — Bloodborne, Sekiro: Shadows Die Twice и Elden Ring — содержат схожие с серией Dark Souls игровые механики, элементы и идеи, настолько, что для общего описания различных игр студии также использовались понятия «серия Souls» или Soulsborne. Игры серии и в особенности их боевая система оказали большое влияние на жанр Action/RPG в 2010-х годах, породив множество подражаний и заимствований — жанр soulslike.
В 2020 году журнал «Мир Фантастики» в спецвыпуске «Фантастические 2010-е» назвал Dark Souls игрой десятилетия (и её последователей в виде жанра soulslike).

## Игровой процесс
В каждой игре серии игрок может выбрать различные параметры главного героя: пол, внешний вид, имя и стартовый класс, такой, например, как рыцарь, маг или вор. Эти классы отличаются друг от друга набором характеристик и стартовым снаряжением. «Души» — особые очки, которые можно получить, побеждая врагов или находя разбросанные по игровому миру предметы — представляют собой одновременно очки опыта и деньги; игрок может по своему выбору потратить их на повышение характеристик героя в местах отдыха или на покупку у находящихся в разных местах игрового мира торговцев и кузнецов вооружения и доспехов. «Костры» — особые точки отдыха и воскрешения — находятся в немногих безопасных зонах, как правило, только по одному на каждую область игрового мира, и только у этих костров можно потратить собранные души на повышение характеристик или отдохнуть, восстановив потерянные очки здоровья.
Игровой цикл игр серии Dark Souls можно описать следующим образом: игрок посещает новую область мира, в целом линейную, но имеющую ответвления и развилки. В этой области содержатся новые враги и испытания, с которыми игрок поначалу не умеет справляться, и некоторые из этих врагов могут представлять намного большую угрозу, чем всё, с чем игрок сталкивался в игре до этого момента. Ожидается, что на каком-то этапе прохождения игровой персонаж погибнет; при этом он возвращается к жизни у ближайшего костра, но все собранные игроком души остаются в той точке игрового мира, где персонаж погиб. При каждой гибели и воскрешении или просто отдыха у костра все враги в игровом мире, кроме боссов и минибоссов, также воскресают и возвращаются на свои места. Игрок может попытаться вернуться на место предыдущей гибели и вернуть потерянные души, но если его персонаж вновь погибнет, эти потерянные души исчезнут навсегда. Эта опасность потери душ подталкивает игрока продвигаться по игре как можно более осторожно, стараясь избежать очередной гибели персонажа; ожидается, что он будет использовать знания о предыдущей неудаче, чтобы на этот раз успешно преодолеть опасное место.
Онлайн-составляющая игр напрямую интегрирована в игровой процесс одиночной кампании. Так, например, игрок может увидеть призраки персонажей других игроков, делающих что-либо, но с которыми нельзя взаимодействовать. Когда персонаж из другого «мира» (игровой сессии) умирает, на месте смерти появляется красный отпечаток, аналогичный тому, что остается после потери душ. Прикоснувшись к нему, игрок может увидеть то, как умер игрок из другой сессии, что можно учесть для избежания смерти по той же причине. Другие игроки могут оставлять прямые текстовые сообщения, которые также могут послужить советом или, напротив, обмануть. Также имеется возможность подключения к другой сессии для совместной игры, однако, схожим образом в мир может вторгнуться другой игрок с целью убийства. Все вышеперечисленные онлайн-действия осуществляются с помощью специальных внутриигровых предметов.
По словам Миядзаки, он не стремился делать серию Dark Souls более сложной, чем другие игры — высокая сложность игр серии вытекает из самой логики игры. Эта высокая сложность провоцировала различных игроков проходить игры какими-либо необычными способами, часто публикуя или транслируя в интернете видео своих подвигов — например, с помощью мало приспособленных для игр такого рода контроллеров-гитар для музыкальных игр Rock Band или Guitar Hero, танцевального коврика для Dance Dance Revolution, там-тамов для Donkey Konga, с перевернутым вверх ногами экраном, с помощью голосового управления или даже бананов с подключёнными электродами. Другим испытанием подобного рода является прохождение одной или даже нескольких игр серии подряд без смертей персонажа и даже без единого повреждения — когда Миядзаки сообщили о таком достижении, он отказывался поверить, что это в принципе возможно.

## Мир и сюжет
Общая вселенная трёх игр серии Dark Souls выполнена в стилистике тёмного фэнтези. Это мрачный и зловещий мир, для которого характерна тема бесконечного угасания и распада. Пространство и время в серии Dark Souls нестабильны — и персонажи, и географические объекты могут перемещаться относительно друг друга. Для серии характерна собственная мифология и даже особый язык, где распространённые слова используются в необычном смысле — например, «душа» или «человечность» обозначают особые объекты, которые обитатели мира собирают, используют вместо денег, становятся одержимыми ими. Игровой персонаж собирает «души», чтобы стать сильнее и получить новое снаряжение, но души стремятся заполучить и другие персонажи. Важными темами Dark Souls являются смерть и неспособность умереть, толкуемая как проклятие; нежить — фэнтезийные живые мертвецы, «зомби» — в Dark Souls изображаются не как злобные чудовища или потусторонние создания, а как проклятые люди, у которых был отнят покой личной смерти. Они могут лишь вечно ожидать конца всего сущего.
В соответствии с мифологией Dark Souls, теперешней эре — Эре Огня — предшествовала Эра Древних, когда не было ни жизни, ни смерти, ни света, ни тьмы. Миром правили бессмертные «присносущие» драконы. Под корнями великих каменных деревьев зародилось Первое Пламя, и несколько великих героев нашли в этом пламени особые могущественные Души Повелителей. Эти герои победили драконов и обрели божественный статус. В Эру Огня мир изменился — среди серых скал возникла жизнь, и на месте пустынь выросли королевства. Однако этот мир зависит от пламени: он будет существовать лишь до тех пор, пока горит то самое первое пламя. Действие игр происходит в периоды угасания огня: цивилизации и правившие ими монархи близки к окончательной гибели. Игры показывают других могущественных героев, отказавшихся приносить себя в жертву ради продления цикла — как король Вендрик в Dark Souls II или Повелители Пепла в Dark Souls III. Сюжеты игр серии требуют от игрового персонажа сразиться с ними и забрать себе их силу в виде «душ», занимая их место в качестве избранного героя. Финалы игр серии ставят игрока перед выбором: возжечь пламя и запустить цикл заново или сознательно дать ему погаснуть, чтобы увидеть, что произойдёт за пределами цикла. Dark Souls III теснее связана с двумя предыдущими играми, чем они друг с другом — она постоянно обращается к прошлым событиям, чтобы продвигать собственный сюжет. В этой игре цикл возжигания и угасания совершался уже множество раз, и Dark Souls III заставляет взглянуть на возжигание пламени с другой стороны — как на процесс, порождающий ужасы. Оно воскрешает мертвецов и заставляет их служить непонятному им предназначению; требует человеческих жертвоприношений вновь и вновь, бесконечно, без руководящей силы или цели.

## Игры серии

### Dark Souls
Dark Souls является идейным наследником предыдущей игры, давая начало сюжетной линии игр Dark Souls. Выход игры произошел в 2011 году на платформах PlayStation 3 и Xbox 360. В 2012 году, в честь выхода издания Dark Souls: Prepare to Die Edition, включающего дополнение Artorias of the Abyss, состоялся релиз игры на Microsoft Windows. 25 мая 2018 года вышла «remastered» версия для консолей нового поколения, PC и Nintendo Switch.

### Dark Souls II
Вторая часть серии, вышедшая в 2014 году на платформах Microsoft Windows, PlayStation 3 и Xbox 360, сюжетно продолжает Dark Souls. Однако, руководителем разработки выступил не Хидетака Миядзаки, работавший над двумя предыдущем частями, а Юи Танимура. В 2015 году, представляя тройку дополнений из серии The Lost Crowns, состоялся выход  Dark Souls II: Scholar of the First Sin на всех предыдущих платформах, а также PlayStation 4 и Xbox One.

### Dark Souls III
Dark Souls III, официально объявленная последней игрой серии, вышла 24 марта 2016 года в Японии и затем 12 апреля того же года во всём мире на платформах Microsoft Windows, PlayStation 4, и Xbox One.

## Связанные игры

### Ранние игры FromSoftware
С 1994 по 2006 годы студия FromSoftware выпускала серию игр King's Field. Хотя между сериями King’s Field и Dark Souls нет прямой связи, их объединяет высокая сложность и схожий дизайн; обе серии демонстрируют мрачные и таинственные миры в стилистике тёмного фэнтези, часто оставляющее происходящее на экране без объяснения. Хидэтака Миядзаки в интервью журналу Game Informer опровергал ходящие среди игроков слухи о том, что игра Demon's Souls будто бы разрабатывалась как новая часть серии King’s Field, но говорил, что серия King’s Field несомненно повлияла на идеи, стоящие за Demon’s Souls. Так, характерная для серии Souls «шкала выносливости» впервые появилась в King's Field IV (2004). В то же время игра Shadow Tower (1998) и её продолжение Shadow Tower Abyss (2003) также предвосхищали серию Dark Souls, включая в себя развитую систему экипировки, множество видов оружия, враждебных и дружественных неигровых персонажей; Otogi: Myth of Demons (2002) содержала очень схожую с Demon’s Souls завязку и вводила ряд тем, общих для игр серии Dark Souls.

### Demon’s Souls
Игра Demon’s Souls — предшественница Dark Souls — была выпущена в 2009 году на PlayStation 3. Разработчики описывали её как идейного наследника серии игр King's Field, которую студия FromSoftware выпускала в прошлом, однако Demon’s Souls отличалась от игр этой серии, будучи основанной на «совершенно другой геймдизайнерской концепции». Помимо старых игр FromSoftware, разработчики Demon’s Souls черпали вдохновение в таких играх, как Ico, The Legend of Zelda, а также манге «Берсерк», Saint Seiya и JoJo's Bizarre Adventure.
Действие Demon’s Souls происходит в вымышленном королевстве Болетария, страдающем от проклятого тумана, из которого появляются хищные демоны. В отличие от последующих игр серии, Demon’s Souls не содержит единого открытого мира — вместо этого игровой персонаж перемещается между безопасным «Нексусом» и пятью различными «мирами». Особая механика «мировой тенденции», не появлявшаяся в других играх серии, динамически регулирует сложность игры в зависимости от того, сколько боссов убил персонаж и сколько раз он погиб. Сетевые функции игры позволяли игрокам оставлять друг другу сообщения и предупреждения, а также «вторгаться» в игры других игроков, чтобы помочь или, наоборот, помешать им в прохождении. Битва с одним из боссов игры, Старым Монахом, была построена на этой экспериментальной механике — боссом каждый раз управлял другой игрок, так что это сражение было по существу PvP-поединком. В 2018 году серверы игры были отключены, что сделало сетевые функции Demon’s Souls недоступными.
Ремейк Demon’s Souls был выпущен под тем же названием, что и оригинальная игра, для игровой приставки PlayStation 5 в ноябре 2020 года — одновременно с выходом самой этой приставки, в составе стартовой линейки игр для неё. From Software не принимала участия в разработке ремейка — его создала американская студия Bluepoint Games при участии SIE Japan Studio. По заявлениям разработчиков, всё, что было в оригинальной игре, есть и в ремейке; в ремейк, однако, добавлены сверх того новое оружие, доспехи, кольца и новые предметы под названием «Зерна», которые дают игровому персонажу временное сопротивление таким эффектам, как яд, огонь и кровотечение. Bluepoint рассматривала возможность ввести в игру шестой «мир» сверх пяти имеющихся — такой мир был задуман, но так и не реализован From Software в оригинальной игре; об этом замысле напоминал лишь сломанный обелиск, и он же сохранён и в ремейке.

### Slashy Souls
В 2016 году в рамках рекламной кампании Dark Souls III компания Bandai Namco выпустила для мобильных устройств бесплатную игру Slashy Souls — бесконечный раннер в стилистике серии Dark Souls. В этой игре персонаж игрока — рыцарь с двуручным мечом — должен постоянно бежать от надвигающейся сзади стены тумана, сражаясь с врагами и перепрыгивая через пропасти. Игра не содержит какой-либо цели или финала и продолжается бесконечно, пока персонаж игрока не погибнет. Slashy Souls получила отрицательные отзывы обозревателей в первую очередь из-за неудобного управления

## Отзывы и продажи
Согласно отчёту, опубликованному Bandai Namco Group в 2023 году, совокупные продажи серии Dark Souls с сентября 2011 года по март 2023 года составили 35,18 миллионов копий. В 2020 году, согласно аналогичному отчёту, совокупные продажи составляющих серию четырёх игр — Dark Souls, Dark Souls II, Dark Souls III и Dark Souls Remastered — достигли 27 миллионов копий, в том числе 10 миллионов приходилось на одну игру Dark Souls III. Dark Souls III на момент выхода в 2016 году стала самой быстро продающейся игрой Bandai Namco — в частности, в первый день после выхода было продано больше копий этой игры, чем любой другой игры этого издателя.

## Сопутствующая продукция
В рамках рекламной кампании Dark Souls II издатель Namco Bandai публиковал графическую новеллу Dark Souls 2: Into the Light Роба Уильямса и Энди Ивингтона с иллюстрациями Саймона Коулби. Новелла выходила с января 2014 года и до релиза игры в марте по две страницы в неделю исключительно в цифровом виде. Начиная с 2016 года, основанные на играх серии комиксы выпускал импринт Titan Comics британского издательства Titan Publishing Group. Первый из этих комиксов — Dark Souls: The Breath of Andolus за авторством Джорджа Манна с иллюстрациями Алана Куа — выпускался с апреля 2016 года. В 2016-2017 годах Titan Comics выпустил ещё две серии комиксов тех же авторов под названиями Dark Souls: Winters Spite и Dark Souls: Legends of the Flame. В 2024 году Titan Comics перевыпустил все три комикса Манна и Куа единым набором. Ещё один комикс Dark Souls: The Age of Fire за авторством Райана О'Салливана и с иллюстрациями Антона Кокарева был выпущен импринтом Titan Comics в 2018 году одновременно в печатном и цифровом виде.
Настольная игра Dark Souls – The Board Game, разработанная британской компанией Steamforged Games, была выпущена в апреле 2017 года. Эта игра, рассчитанная как на одного игрока, так и на совместное прохождение группой до четырёх игроков, предлагает им исследовать подземелья в виде сложной сети, где персонажи передвигаются «прыжками» от одного «узла» к другому. Герои игроков и их противники изображаются миниатюрами разных размеров. Средства на разработку и выпуск игры были собраны с помощью краудфандинга на платформе Kickstarter в апреле-мае 2016 года. Минимально запрошенная разработчиками сумма в 50 тысяч фунтов стерлингов была собрана в течение трёх первых минут с начала кампании; в общей сложности в течение кампании Steamforged Games удалось собрать сумму, эквивалентную 5,4 миллиона долларов США.

## Наследие

### Soulslike-игры
Игра Bloodborne, выпущенная FromSoftware в 2015 году, отличалась чрезвычайным сходством игрового процесса и подачи сюжета с серией Dark Souls; при этом действие игры происходит в отдельном вымышленном мире, и вместо привычного для серии Dark Souls средневекового сеттинга Bloodborne использует темы и образы викторианской эпохи и лавкрафтовских ужасов. Сами разработчики, несмотря на сходство Bloodborne с их предыдущими проектами, отрицали, что Bloodborne имеет какое-либо отношение к Dark Souls или Demon’s Souls. При этом различные издания использовали название Soulsborne, чтобы описывать серию Dark Souls и Bloodborne вместе. Схожим образом, выпущенная в 2019 году игра Sekiro: Shadows Die Twice, несмотря на совершенно иной сеттинг — Японию эпохи Сэнгоку — содержит ряд знакомых по серии Dark Souls геймплейных элементов и даже схожих по исполняемой роли персонажей; и вновь создатель серии Хидэтака Миядзаки заявлял в интервью, что «Sekiro не создавалась как очередной эволюционный этап для Soulsborne, для серии Souls… это совершенно новая концепция». Elden Ring (2022), следующую игру FromSoftware, Миядзаки охарактеризовал как «естественную эволюцию Dark Souls», не вполне идентичную с точки зрения геймплея, но в том же самом жанре; игровые журналисты часто описывали Elden Ring как «Dark Souls с открытым миром».
Популярность игр FromSoftware вызвала к жизни множество игр-подражаний, разработанных другими компаниями, но использующих те же самые основные принципы и механики; к концу 2010-х годов стало возможным говорить о них как о самостоятельном жанре. Soulslike-игры («Souls-подобные»), как правило, характеризуются высоким уровнем сложности и предполагают, что игровой персонаж будет неоднократно погибать и возрождаться — его смерти вписаны в игровой процесс как средство для игрока получить новые навыки и продвинуться дальше по игре. В подобных играх первоочередное место уделяется исследованию мира и трудным сражениям, требующим выработки определённых умений у самого игрока — такие сражения нельзя выиграть, нажимая на кнопки как попало. К числу таких игр принадлежат, например, Lords of the Fallen, Nioh, The Surge, Code Vein, Ashen, Necropolis, Remnant: From the Ashes, Immortal: Unchained, Mortal Shell или Hellpoint. Хотя сама серия Dark Souls и soulslike-игры, как правило, используют трехмерную графику и позволяют игроку исследовать трехмерный мир, некоторые soulslike-игры воспроизводят те же самые характерные механики в двухмерном виде с боковой прокруткой — например, обозреватели описывали как «Dark Souls в 2D» такие игры, как Salt and Sanctuary, Death's Gambit или Blasphemous.

### Влияние на игры других жанров
Dark Souls и её игровой процесс в качестве источника вдохновения называли также разработчики игр других жанров, в том числе Destiny, Alienation, Shovel Knight, Titan Souls, «Ведьмак 3: Дикая Охота», Enter the Gungeon, God of War и Star Wars Jedi: Fallen Order. Другие игры, в целом не пытающиеся подражать Dark Souls, могли заимствовать характерные для Dark Souls механики и элементы геймплея: так, концепции возвращения к месту смерти персонажа, чтобы собрать утерянные предметы в Nier: Automata или ZombiU; или возможность оставлять предупреждения и подсказки для других игроков в Death Stranding описывались как подражания серии Dark Souls. Скрытые «пасхальные яйца», отсылающие игрока к серии Dark Souls, появлялись в таких играх, как Dishonored: Death of the Outsider, Borderlands 2, Just Cause 3, Overwatch и Battlefield 1. Руководитель SIE Worldwide Studios Сюхэй Ёсида утверждал, что характерные для серии Souls «асинхронные» элементы многопользовательской игры — например, возможность оставлять в виртуальном мире игры сообщения, видимые и другим игрокам в их собственных мирах — повлияли на разработку игровой приставки PlayStation 4. Братья Даффер, создатели телесериала «Очень странные дела», указывали на визуальный и звуковой дизайн игр серии Dark Souls как на один из источников вдохновения для создания вымышленного мира Изнанки.
По мнению Брендана Колдуэлла с Rock, Paper, Shotgun, серия Dark Souls оказала огромное влияние на игровую индустрию в 2010-х годах, особенно на инди-игры, породив стойкую моду, с одной стороны, на игры с высокой сложностью, требующие от игрока учиться на собственных ошибках, следить за врагами и предугадывать, что произойдет дальше; а с другой стороны, на намеренную неясность происходящего, порождающую у игрока ощущение тайны и заставляющую чувствовать себя первооткрывателем. Колдуэлл, однако, полагал, что несмотря на великое множество подражателей, никто не пытался скопировать одну из важнейших составляющих Dark Souls — дизайн уровней. Майкл Макуэртор с Polygon называл Demon's Souls, рассматривая её как первую и основополагающую игру в серии, «важнейшей игрой десятилетия» (2010-х годов). Он отмечал, что эта игра и её продолжения стали образцом для подражания великого множества игр и неминуемо будут оставаться такими и в грядущие годы.